# Folke Frölén
Karl Folke Frölén (Eskilstuna, 25 de febrero de 1908-Umeå, 6 de noviembre de 2002) fue un jinete sueco que compitió en la modalidad de concurso completo. Participó en los Juegos Olímpicos de Helsinki 1952, obteniendo una medalla de oro en la prueba por equipos.

## Palmarés internacional
| Juegos Olímpicos | Juegos Olímpicos     | Juegos Olímpicos | Juegos Olímpicos |
| Año              | Lugar                | Medalla          | Categoría        |
| ---------------- | -------------------- | ---------------- | ---------------- |
| 1952             | Helsinki (Finlandia) | Medalla de oro   | Por equipos      |